# Sdraiamoci su questa città
Sdraiamoci su questa città è il primo album del cantante italiano Tony Blescia, pubblicato dall'etichetta discografica WEA nel 1993.
Con il brano Cosa dice il cuore l'artista si è aggiudicato il Festival di Castrocaro del 1992, mentre Quello che non siamo ha partecipato al Festival di Sanremo dell'anno seguente, classificandosi al nono posto nella sezione "Novità".

## Tracce
1. Sdraiamoci su questa città
2. Gente vera
3. Indietro
4. E parlo con me
5. Cosa dice il cuore
6. Muoviti di più
7. Quello che non siamo
8. Squillo
9. Amando la musica
10. Gente vera (reprise)